# Edgar Morais (compositor)
Edgard Ramos de Moraes, ou Edgar Moraes (Recife, 1 de novembro de 1904 – Recife, 31 de março de 1974) foi um compositor, arranjador e violonista brasileiro.
Foi um dos grandes foliões de Pernambuco, tendo ficado conhecido como o General de Cinco Estrelas da Folia. Em 1923, assinou as primeiras composições para o carnaval. Compôs para quase todos os blocos do Recife e, num determinado ano, 12 blocos diferentes desfilaram interpretando composições de sua autoria.
No livro Carnaval do Recife o pesquisador Leonardo Dantas nos informa que Edgard Moraes ainda menino iniciou seus estudos musicais com o seu irmão mais velho e também muito conhecido, Raul Moraes, um pianista consagrado. O ano de 1923 é considerado como o marco de início das suas composições e participação na fundação de diversos blocos carnavalescos: Pirilampos, Jacarandá, Turunas de São José e Corações Futuristas. 
Ele obteve grande destaque no carnaval do ano de 1935 quando gravou o disco Victor, em que incluía o frevo de rua Furação no Frevo e o frevo-canção Cái no frevo, morena. Após algum tempo resolveu trocar frevo pela marcha de bloco. Foi assim que formou o que ainda hoje conhecemos como  orquestra de pau e corda (aquela composta por violões, cavaquinhos, banjos, bandolins, reco-reco, surdo e um coral feminino). O trabalho desenvolvido Edgard Moraes é tão importante pra esse segmento cultural que ele chegou a compor para quase todos os blocos do Recife. 
São suas composições: Saudade de Raul Moraes, frevo; Recordação de Sérgio Lisboa, frevo de rua; Tempo quente, frevo; A dor de uma saudade, frevo de bloco; Recordando a mocidade, frevo de bloco; Valores do passado, frevo de bloco; Pra você recordar, frevo de bloco; Velhos carnavais, frevo de bloco; Recife Antigo, frevo de rua; Alegre bando, frevo de bloco; Frevo no México, frevo de rua, Saudosos foliões, frevo de bloco.
Uma de suas composições, Valores do Passado, serviu como hino do Bloco da Saudade, fundado em 1974 no Recife, tendo Edgard Moraes como seu primeiro homenageado .

## Coral Edgard Moraes
Em 1987, foi formado o Coral Edgard Moraes, composto pelas filhas, netas, bisnetas e sobrinhas do compositor Edgard Moraes. O Coral inicialmente participava das apresentações do Bloco das Ilusões, mas depois seguiu sua carreira própria, gravando CDs não apenas com as composições de Edgard Moraes, mas também exaltando o frevo de bloco e os compositores do carnaval pernambucano.